# Kimmy Repond
Kimmy Repond (* 18. Oktober 2006 in Basel) ist eine Schweizer Eiskunstläuferin, die im Einzellauf startet. Sie ist Bronzemedaillengewinnerin der Eiskunstlauf-Europameisterschaften 2023 sowie Schweizer Meisterin 2024 und 2025.

## Karriere
Repond gewann bei den Junioren 2020 und 2022 Gold bei den Schweizer Meisterschaften. Seit der Saison 2022/23 tritt sie bei den Erwachsenen an. Im Januar 2023 erreichte sie den dritten Platz bei den Eiskunstlauf-Europameisterschaften in Espoo. Bei den Weltmeisterschaften im März desselben Jahres in Saitama erreichte sie den 8. Platz. Nach dem Kurzprogramm hatte sie noch auf Rang 13 gelegen, in der Kür lief sie mit 131,34 Punkten eine neue persönliche Bestleistung.
Die Saison 2023/24 begann für Repond mit einer Silbermedaille bei der Nebelhorn Trophy. Beim Grand Prix de France, ihrer ersten Einladung in die Grand-Prix-Serie, belegte sie den 10. Platz. Im Dezember 2023 wurde sie erstmals Schweizer Meisterin. Im Dezember 2024 gelang ihr die Titelverteidigung.
An den Europameisterschaften 2025 in Tallinn erzielte sie im Kurzprogramm mit 68,68 Punkten eine neue persönliche Bestleistung. Sie belegte den 3. Rang mit nur geringem Rückstand auf die Führende. In der Kür stürzte Repond zweimal und fiel auf den 4. Schlussrang zurück. An den Weltmeisterschaften Ende März in Boston wurde sie Zwölfte. Nach dem Kurzprogramm hatte sie auf Rang 10 gelegen, nur knapp sechs Punkte hinter dem Podest. Wegen zwei Stürzen gleich zu Beginn ihrer sonst fehlerfreien Kür konnte sie diesen Rückstand jedoch nicht mehr gutmachen.

## Ergebnisse
| Meisterschaft / Jahr      | 2022    | 2023    | 2024    | 2025    |
| ------------------------- | ------- | ------- | ------- | ------- |
| Weltmeisterschaften       |         | 8.      | 5.      | 12.     |
| Europameisterschaften     |         | 3.      | 7.      | 4.      |
| Schweizer Meisterschaften |         | 2.      | 1.      | 1.      |
| Wettbewerb / Saison       | 2021/22 | 2022/23 | 2023/24 | 2024/25 |
| GP Grand Prix de France   |         |         | 10.     |         |
| GP Cup of China           |         |         |         | 6.      |
| GP Skate Canada           |         |         |         | 4.      |
| CS Nebelhorn Trophy       |         |         | 2.      | 6.      |
| CS Budapest Trophy        |         | 2.      |         |         |
| CS Icechallenge           |         | 3.      |         |         |
| CS = ISU-Challenger-Serie |         |         |         |         |